# Thun-Saint-Martin
Thun-Saint-Martin é uma comuna francesa na região administrativa de Altos da França, no departamento do Norte. Estende-se por uma área de 6.03 km². Em 2010 a comuna tinha 531 habitantes (densidade: 88,1 hab./km²).